# Grand Prix Formule 1 van Europa
Vroeger was de Grand Prix van Europa (Grand Prix de l'Europe) een eretitel, die ieder jaar aan een bepaalde Grand Prix werd toegekend. Dat gebeurde voor het eerst bij de Grand Prix van Italië van 1923. Zo werd tot en met 1968, met enkele onderbrekingen, ieder jaar een nationale Grand Prix voor deze uitsluitend statusverhogende eer uitverkoren.
In 1983 werd deze oude traditie aangegrepen om naast de gebruikelijke 'nationale' Grand Prix' nóg een Grand Prix te laten verrijden - niet meer vanwege de status, zoals vroeger, maar uit louter financiële overwegingen. Zo werd Duitsland dankzij de inbreng van Michael Schumacher voor de Formule 1 in commercieel opzicht zo belangrijk, dat men daar maar wat graag een tweede Formule 1-race wilde organiseren. Daarom kwam er in 1995, 1996 en tussen 1999 en 2007 speciaal voor deze gelegenheid een 'Duitse' Grand Prix van Europa bij, terwijl deze race in 1997 en 1998 slinks werd omgedoopt in Grand Prix van Luxemburg (net zoals de race op het Italiaanse Imola de Grand Prix van San Marino heet).
Vanaf 2008 werd de Grand Prix van Duitsland gerouleerd tussen de Hockenheimring en de Nürburgring, waardoor de Grand Prix van Europa op zoek moest naar een nieuwe locatie. Dit werd een nieuw stratencircuit in Valencia, waarmee Spanje er een tweede Grand Prix bij kreeg. Na vijf edities werd bekend dat dit circuit vanaf 2013 zou rouleren met het Circuit de Barcelona-Catalunya voor de Grand Prix van Spanje, waarmee er een voorlopig einde kwam aan de Grand Prix van Europa. Valencia is echter, tot op heden, nooit teruggekeerd op de kalender.
In 2016 werd de Grand Prix van Europa nieuw leven ingeblazen met een nieuw stratencircuit in Bakoe. Na één editie werd de naam van deze race veranderd in de Grand Prix van Azerbeidzjan.

## Winnaars van de Grands Prix
| Jaar        | Coureur                   | Constructeur              | Locatie                   | Verslag                   |
| ----------- | ------------------------- | ------------------------- | ------------------------- | ------------------------- |
| 2016        | Nico Rosberg              | Mercedes                  | Baku City Circuit         | Verslag                   |
| 2015 - 2013 | Grand Prix niet verreden. | Grand Prix niet verreden. | Grand Prix niet verreden. | Grand Prix niet verreden. |
| 2012        | Fernando Alonso           | Ferrari                   | Valencia Street Circuit   | Verslag                   |
| 2011        | Sebastian Vettel          | Red Bull-Renault          | Valencia Street Circuit   | Verslag                   |
| 2010        | Sebastian Vettel          | Red Bull-Renault          | Valencia Street Circuit   | Verslag                   |
| 2009        | Rubens Barrichello        | Brawn-Mercedes            | Valencia Street Circuit   | Verslag                   |
| 2008        | Felipe Massa              | Ferrari                   | Valencia Street Circuit   | Verslag                   |
| 2007        | Fernando Alonso           | McLaren-Mercedes          | Nürburgring GP-Strecke    | Verslag                   |
| 2006        | Michael Schumacher        | Ferrari                   | Nürburgring GP-Strecke    | Verslag                   |
| 2005        | Fernando Alonso           | Renault                   | Nürburgring GP-Strecke    | Verslag                   |
| 2004        | Michael Schumacher        | Ferrari                   | Nürburgring GP-Strecke    | Verslag                   |
| 2003        | Ralf Schumacher           | Williams-BMW              | Nürburgring GP-Strecke    | Verslag                   |
| 2002        | Rubens Barrichello        | Ferrari                   | Nürburgring GP-Strecke    | Verslag                   |
| 2001        | Michael Schumacher        | Ferrari                   | Nürburgring GP-Strecke    | Verslag                   |
| 2000        | Michael Schumacher        | Ferrari                   | Nürburgring GP-Strecke    | Verslag                   |
| 1999        | Johnny Herbert            | Stewart-Ford              | Nürburgring GP-Strecke    | Verslag                   |
| 1998        | Grand Prix niet verreden. | Grand Prix niet verreden. | Grand Prix niet verreden. | Grand Prix niet verreden. |
| 1997        | Mika Häkkinen             | McLaren-Mercedes          | Circuito de Jerez         | Verslag                   |
| 1996        | Jacques Villeneuve        | Williams-Renault          | Nürburgring GP-Strecke    | Verslag                   |
| 1995        | Michael Schumacher        | Benetton-Renault          | Nürburgring GP-Strecke    | Verslag                   |
| 1994        | Michael Schumacher        | Benetton-Ford             | Circuito de Jerez         | Verslag                   |
| 1993        | Ayrton Senna              | McLaren-Ford              | Donington Park            | Verslag                   |
| 1992 - 1986 | Grand Prix niet verreden. | Grand Prix niet verreden. | Grand Prix niet verreden. | Grand Prix niet verreden. |
| 1985        | Nigel Mansell             | Williams-Honda            | Brands Hatch              | Verslag                   |
| 1984        | Alain Prost               | McLaren-TAG               | Nürburgring GP-Strecke    | Verslag                   |
| 1983        | Nelson Piquet             | Brabham-BMW               | Brands Hatch              | Verslag                   |

## Winnaars van de Grands Prix (1923-1977)
Een roze achtergrond geeft aan dat deze race onderdeel was van de Grand Prix-seizoenen  tot 1949 (voor de invoering van de Formule 1 in 1950).
| Jaar | Coureur                          | Constructeur  | Grand Prix                      | Locatie                   | Verslag |
| ---- | -------------------------------- | ------------- | ------------------------------- | ------------------------- | ------- |
| 1977 | James Hunt                       | McLaren-Ford  | Grand Prix van Groot-Brittannië | Silverstone               | Verslag |
| 1976 | James Hunt                       | McLaren-Ford  | Grand Prix van Nederland        | Zandvoort                 | Verslag |
| 1975 | Vittorio Brambilla               | March-Ford    | Grand Prix van Oostenrijk       | Österreichring            | Verslag |
| 1974 | Clay Regazzoni                   | Ferrari       | Grand Prix van Duitsland        | Nürburgring Nordschleife  | Verslag |
| 1973 | Jackie Stewart                   | Tyrrell-Ford  | Grand Prix van België           | Zolder                    | Verslag |
| 1972 | Emerson Fittipaldi               | Lotus-Ford    | Grand Prix van Groot-Brittannië | Brands Hatch              | Verslag |
| 1968 | Jackie Stewart                   | Matra-Ford    | Grand Prix van Duitsland        | Nürburgring Nordschleife  | Verslag |
| 1967 | John Surtees                     | Honda         | Grand Prix van Italië           | Monza                     | Verslag |
| 1966 | Jack Brabham                     | Brabham-Repco | Grand Prix van Frankrijk        | Reims-Gueux               | Verslag |
| 1965 | Jim Clark                        | Lotus-Climax  | Grand Prix van België           | Spa-Francorchamps 14 km   | Verslag |
| 1964 | Jim Clark                        | Lotus-Climax  | Grand Prix van Groot-Brittannië | Brands Hatch              | Verslag |
| 1963 | Graham Hill                      | BRM           | Grand Prix van Monaco           | Monaco                    | Verslag |
| 1962 | Graham Hill                      | BRM           | Grand Prix van Nederland        | Zandvoort                 | Verslag |
| 1961 | Stirling Moss                    | Lotus-Climax  | Grand Prix van Duitsland        | Nürburgring Nordschleife  | Verslag |
| 1960 | Phil Hill                        | Ferrari       | Grand Prix van Italië           | Monza                     | Verslag |
| 1959 | Tony Brooks                      | Ferrari       | Grand Prix van Frankrijk        | Reims-Gueux               | Verslag |
| 1958 | Tony Brooks                      | Vanwall       | Grand Prix van België           | Spa-Francorchamps 14 km   | Verslag |
| 1957 | Tony Brooks Stirling Moss        | Vanwall       | Grand Prix van Groot-Brittannië | Aintree                   | Verslag |
| 1956 | Stirling Moss                    | Maserati      | Grand Prix van Italië           | Monza Volledig circuit    | Verslag |
| 1955 | Maurice Trintignant              | Ferrari       | Grand Prix van Monaco           | Monaco                    | Verslag |
| 1954 | Juan Manuel Fangio               | Mercedes-Benz | Grand Prix van Duitsland        | Nürburgring Nordschleife  | Verslag |
| 1952 | Alberto Ascari                   | Ferrari       | Grand Prix van België           | Spa-Francorchamps 14 km   | Verslag |
| 1951 | Luigi Fagioli Juan Manuel Fangio | Alfa Romeo    | Grand Prix van Frankrijk        | Reims-Gueux               | Verslag |
| 1950 | Giuseppe Farina                  | Alfa Romeo    | Grand Prix van Groot-Brittannië | Silverstone               | Verslag |
| 1949 | Alberto Ascari                   | Ferrari       | Grand Prix van Italië           | Monza                     | Verslag |
| 1948 | Carlo Felice Trossi              | Alfa Romeo    | Grand Prix van Zwitserland      | Bremgarten                | Verslag |
| 1947 | Jean-Pierre Wimille              | Alfa Romeo    | Grand Prix van België           | Spa-Francorchamps 14.5 km | Verslag |
| 1930 | Louis Chiron                     | Bugatti       | Grand Prix van België           | Spa-Francorchamps 15 km   | Verslag |
| 1928 | Louis Chiron                     | Bugatti       | Grand Prix van Italië           | Monza Volledig circuit    | Verslag |
| 1927 | Robert Benoist                   | Delage        | Grand Prix van Italië           | Monza Volledig circuit    | Verslag |
| 1926 | Jules Goux                       | Bugatti       | Grand Prix van San Sebastián    | Lasarte                   | Verslag |
| 1925 | Antonio Ascari                   | Alfa Romeo    | Grand Prix van België           | Spa-Francorchamps 15 km   | Verslag |
| 1924 | Giuseppe Campari                 | Alfa Romeo    | Grand Prix van Frankrijk        | Lyon                      | Verslag |
| 1923 | Carlo Salamano                   | Fiat          | Grand Prix van Italië           | Monza Volledig circuit    | Verslag |

Als eretitel: 1923 (Italië) · 1924 (Frankrijk) · 1925 (België) · 1926 (San Sebastián) · 1927 (Italië) · 1928 (Italië) · 1930 (België) · 1947 (België) · 1948 (Zwitserland) · 1949 (Italië) · 1950 (Groot-Brittannië) · 1951 (Frankrijk) · 1952 (België) · 1954 (Duitsland) · 1955 (Monaco) · 1956 (Italië) · 1957 (Groot-Brittannië) · 1958 (België) · 1959 (Frankrijk) · 1960 (Italië) · 1961 (Duitsland) · 1962 (Nederland) · 1963 (Monaco) · 1964 (Groot-Brittannië) · 1965 (België) · 1966 (Frankrijk) · 1967 (Italië) · 1968 (Duitsland) · 1972 (Groot-Brittannië) · 1973 (België) · 1974 (Duitsland) · 1975 (Oostenrijk) · 1976 (Nederland) · 1977 (Groot-Brittannië)
Als alleenstaande race: 1983 · 1984 · 1985 · 1993 · 1994 · 1995 · 1996 · 1997 · 1999 · 2000 · 2001 · 2002 · 2003 · 2004 · 2005 · 2006 · 2007 · 2008 · 2009 · 2010 · 2011 · 2012 · 2016